# 20812 Shannonbabb
20812 Shannonbabb è un asteroide della fascia principale. Scoperto nel 2000, presenta un'orbita caratterizzata da un semiasse maggiore pari a 2,6948997 UA e da un'eccentricità di 0,0948177, inclinata di 6,63099° rispetto all'eclittica.